# Дейнековка
Дейнековка (укр. Дейнеківка) — село,
Нелюбовский сельский совет,
Диканьский район,
Полтавская область,
Украина.
Код КОАТУУ — 5321084105. Население по переписи 2001 года составляло 114 человек.

## Географическое положение
Село Дейнековка находится на левом берегу реки Великая Говтва,
выше по течению на расстоянии в 2 км расположено село Нелюбовка,
ниже по течению примыкает село Чапаевка.
На расстоянии в 1 км расположено село Балясное.
По селу протекает пересыхающий ручей с запрудой.
Рядом проходит автомобильная дорога Т-1721.